# Вериго-Даровский, Александр
Александр Вериго-Даровский (Верига-Даровский) (пол. Aleksander Weryha Darowski); 17 августа 1815, с. Томашовка Ушицкий уезд Подольской губернии Российской империи — 18 апреля 1874, Берлин) — польский писатель, историк и геральдист, исследователь русских гербов.
Из рода Верига-Даревских.

## Биография
Шляхтич герба Слеповрон. Отец Александра был арендатором, впоследствии владельцем имений и достиг должности предводителя дворянства Ушицкого уезда.
Образование получил в Варшаве в школе пиаристов. Вернувшись к родителям на Подолье, оказался в кругу их друзей и соседей в окрестностях Каменец-Подольского. Среди них литераторы М. Гославский, С. Стажинский, Т. Заборовский и Ф. Ковальский.
В 1850 Александр вместе с братом Адамом унаследовали имение в Тетиеве (ныне Киевская область). В результате разделения Александру досталось местечко Тетиев, а его брату — село Лобачев.

## Творчество
А. Вериго-Даровский жил, в основном, в Киев, занимался литературным творчеством, писал преимущественно сатиру и полемические тексты. Авторы ЭСБЕ характеризуют его, как «одного из очень даровитых, остроумных польских писателей, вместе с тем мистификатора и чудака».
Современники отмечали его талант и эрудицию, но критиковали за легкомысленное отношение к его творческим возможностям. Значительную часть своего литературного труда (около двадцати произведений) А. Вериго-Даровский издал небольшими тиражами (обычно несколько экземпляров).
В 1860-х годах напечатал много повестей и рассказов, написанных с талантом и остроумием. В 1863 году он издал: «Pieśni Krz. Arciszewskiego», в 1872 г. «Djarjusz podróży do Warszawy». Оба эти мнимых памятника древней польской литературы оказались подложными, написанными нарочно, с целью ввести специалистов в заблуждение.
Из других сочинений, отличающихся большой эрудицией, можно упомянуть: «Znaki pieczętne ruskie» (Париж, 1862) и в особенности прекрасный сборник пословиц с меткими объяснениями их происхождения: «Przysłowia polskie, odnoszące się do nazwisk szlacheckich i miejscowosci» (Познань, 1874), к которым издали дополнения: Валицкий — в «Kalendarz powszechny ilustrowany» (1875) и Карлович — в «Dwutygodnik Naukowy» (1879).
Полной библиографии его публикаций нет из-за использования им многочисленных псевдонимов. Известно также, что во многих случаях его издания содержат вымышленное место публикации, что можно объяснить стремлением избежать цензуры.
Часть литературного наследия Вериго-Даровского распространялась в рукописях и никогда не была опубликована.

## Научно-историческая деятельность
Исторические работы Вериго-Даровского преимущественно касаются истории Украины — «Woyna chocimska», «Pan Samuel Maszkiewicz», «Samuel Łaszcz», «Jeremi Wiśniowiecki», «Do dziejów Ukrainy». Опубликовал также интересную брошюру «Печатные русские знаки». В ней Александр Вериго-Даровский развил идею И. Лелевеля, что русские гербы происходят от букв кириллической азбуки, а также остро критикует геральдистов времен Речи Посполитой — Б. Папроцкого, С. Окольского и К. Несецкого. Стремясь продемонстрировать способ создания гербовых легенд, он написал в письме к одному из родственников, что предком дома Даровских был князь Войсилек или Василий, принадлежавший к одной из русских или литовских династий. Придуманное им «семейное предание» стало впоследствии основой для разного рода публикаций генеалогически-геральдического характера, в которых авторы пытались обосновать княжеское происхождение Вериго-Даровских от Миндовга.
Много времени А. Вериго-Даровский посвятил сбору народных пословиц. Собранное обобщил в книге «Przysłowia polskie, odnoszące się do nazwisk szlacheckich i miejscowości». Этот труд увидел свет в Познани в год смерти автора.
Александр Вериго-Даровский умер внезапно в Берлине во время одного из своих многочисленных путешествий.